# Is This Love
Is This Love är en reggaesång av Bob Marley från 1978, den fanns ursprungligen på albumet Kaya. Sången blev en av Marleys mest kända, och är med på samlingsskivan Legend. På konsertalbumet Babylon by Bus finns en liveversion av låten inspelad i Paris.

## Listplaceringar
| Lista (1978)   | Position             |
| -------------- | -------------------- |
| Frankrike      | 45                   |
| Norge          | 8 (VG-lista)         |
| Nya Zeeland    | 8                    |
| Storbritannien | 9 (UK Singles Chart) |
| Sverige        | 16 (Topplistan)      |